# Canope (cité)
Pour les articles homonymes, voir Canope.
Canope (en grec Κάνωπος) est une ancienne cité de l'Égypte antique, située près de l'actuelle Aboukir. Elle abritait le temple de Sérapis, le dieu guérisseur et des morts, équivalent ptolémaïque d'Osiris. Son ancien nom égyptien était Pikuat.

## Histoire

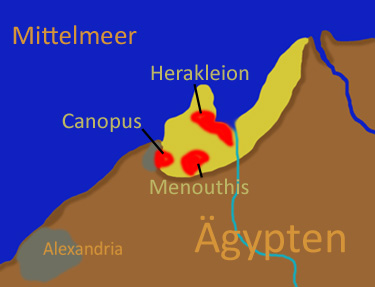
Carte du delta du Nil montrant les emplacements de Canope, Héracléion et Ménouthis.

Selon l'historien romain Tacite, la cité de Canope aurait été fondée par des Spartiates de retour de Troie. Leur navire aurait été déporté et le pilote du navire, Canopos, aurait été enterré là. C'est Canope, le pilote d’Osiris, si l’on en croit Plutarque qui donne aussi son nom à l'étoile Canopus.
On lit parfois que Canope serait aussi la ville où Antinoüs, amant d'Hadrien, se serait noyé. En fait, Antinoüs s'est noyé près de la ville antique d'Hermopolis Magna, à une vingtaine de kilomètres au nord de Tell-el-Amarna. Hadrien a construit le canope de la villa d'Hadrien en souvenir de l'antique canal qui reliait les deux villes égyptiennes d'Alexandrie et de Canope.
En 391, l'évêque Théophile d'Alexandrie installe à Canope un important monastère de l'ordre fondé par Pacôme le Grand, appelé monastère de la Metanoia (de la Pénitence) ou monastère des Tabennésiotes. Cet établissement reste occupé au moins jusqu'à la fin du VIIe siècle (Jean de Nikiou). Mais vers 485, un temple clandestin d'Isis est découvert tout près, à Ménouthis, ce qui provoque une persécution contre les païens.
Les sites engloutis (Sérapéum suiveur de l'Osirium) sous les eaux de Canope et de Thônis-Héracléion ont été découverts et explorés par Franck Goddio,,.